# Trichocladus crinitus
Trichocladus crinitus är en trollhasselart som först beskrevs av Carl Peter Thunberg, och fick sitt nu gällande namn av Christiaan Hendrik Persoon. Trichocladus crinitus ingår i släktet Trichocladus och familjen trollhasselfamiljen. Inga underarter finns listade i Catalogue of Life.

## Bildgalleri

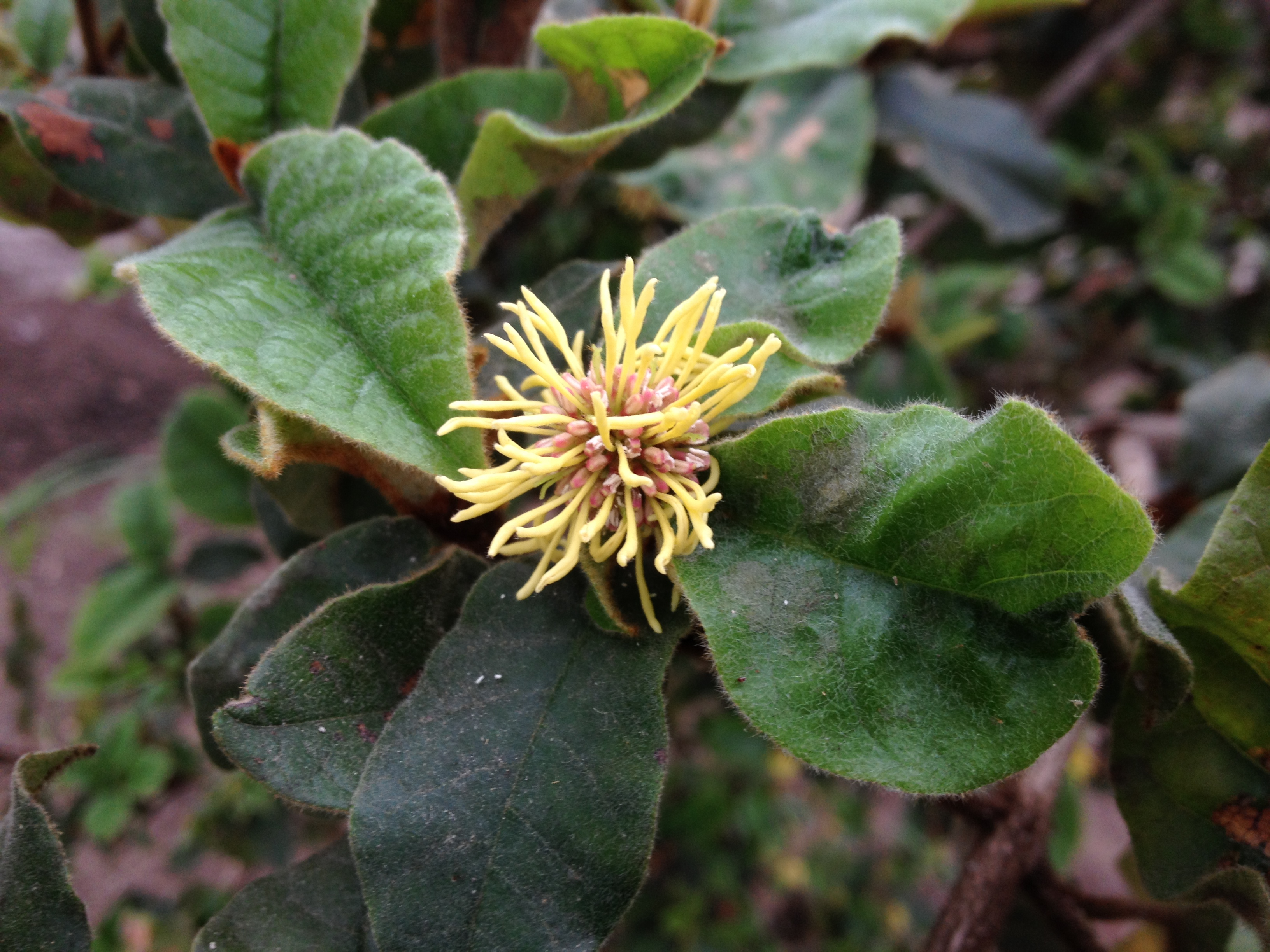